# Fra underverdenen
Fra underverdenen (norveški: "Iz podzemlja") drugi je studijski album norveškog black metal-sastava Kampfar. Album je 16. lipnja 1999. godine objavila diskografska kuća Hammerheart Records.

## Popis pjesama
| 1.    | »I ondskapens kunst«     | 7:13 |
| 2.    | »Troll, død og trolldom« | 7:38 |
| 3.    | »Norse«                  | 5:32 |
| 4.    | »Svart og vondt«         | 8:04 |
| 5.    | »Mørk pest«              | 5:15 |
| 6.    | »Fra underverdenen«      | 3:15 |
| 36:57 |                          |      |

## Zasluge
Kampfar
- Dolk – vokali, bubnjevi
- Thomas – gitara, bas-gitara

Ostalo osoblje
- Fredrik Darum – inženjer zvuka
- Fridtjof Lindeman – inženjer zvuka, miksanje
- Tom Kvålsvoll – mastering
- Per Arne Hovland – fotografija